# Gerry Sorensen
Geraldine Ann „Gerry“ Sorensen (* 15. Oktober 1958 in Kimberley, British Columbia) ist eine ehemalige kanadische Skirennläuferin.

## Biografie
1981 gewann Sorensen, die mit der recht hohen Startnummer 30 ins Rennen gegangen war, ihre erste Weltcup-Abfahrt in Haus im Ennstal vor der Deutschen Irene Epple und verhinderte deren ersten Weltcup-Erfolg in einer Abfahrt. Im Januar 1982 holte sie in der Doppelabfahrt der SDS-Rennen in Grindelwald zum Doppelschlag aus, sie siegte innerhalb von 24 Stunden zwei Mal auf derselben Piste. Dies gelang vor ihr nur der Österreicherin Annemarie Moser-Pröll und der Schweizerin Marie-Theres Nadig.
Motiviert, bereits auch schon die WM-Hauptprobe gewonnen zu haben, war Sorensen auch in der WM-Abfahrt nicht zu stoppen. Die Kanadierin gewann in 1:37,47 Minuten vor der US-Amerikanerin Cindy Nelson (0,41 s zurück) und ihrer kanadischen Landsfrau Laurie Graham (0,44 s zurück). Mit diesen Erfolgen stieg sie zur Nummer eins der Weltcup-FIS-Liste auf.
Nach einer weniger erfolgreichen Saison 1982/83 – Bestresultat ein dritter Platz in der zweiten Abfahrt von Val-d’Isère – kehrte Sorensen im Januar 1984 in Puy-Saint-Vincent (Frankreich) zum Siegen zurück. Mit Platz fünf im darauffolgenden Super-G konnte sie erstmals auch eine Kombination für sich entscheiden.
Bei den Olympischen Spielen 1984 in Sarajevo belegte sie im Abfahrtslauf den sechsten Platz. Sorensen trat 1984 vom aktiven Skisport zurück.

## Erfolge
- Weltmeisterschaften 1982: 1. Abfahrt
- Olympische Winterspiele 1984: 6. Abfahrt

### Weltcupsiege
| Datum           | Ort               | Land       | Disziplin   |
| --------------- | ----------------- | ---------- | ----------- |
| 8. Februar 1981 | Haus im Ennstal   | Österreich | Abfahrt     |
| 13. Januar 1982 | Grindelwald       | Schweiz    | Abfahrt     |
| 14. Januar 1982 | Grindelwald       | Schweiz    | Abfahrt     |
| 7. Januar 1984  | Puy-Saint-Vincent | Frankreich | Abfahrt     |
| 8. Januar 1984  | Puy-Saint-Vincent | Frankreich | Kombination |

### Sonstiges
- 2 kanadische Meistertitel (Abfahrt 1981 und 1983)